# ابرخس
اَبَرخُس یا هیپارکوس (به یونانی: Ἵππαρχος, Hipparkhos) (۱۹۰ سال قبل از میلاد - ۱۲۰ سال پیش از میلاد) ستاره‌شناس، جغرافی‌دان و ریاضی‌دان یونانی دوره هلنی است از او به عنوان بنیان‌گذار مثلثات نام برده می‌شود اما شهرت اصلی‌اش به دلیل کشف دیگری در مورد حرکت تقدیمی محور زمین است.

## سرگذشت و کارها
ابرخس نیقیه‌ای (زاده ۱۹۰ ق. م درگذشته ۱۲۰ ق. م) یک اخترشناس، جغرافیدان و ریاضیدان یونانی بود که وی را بنیان گذار دانش مثلثات می دانستند. گرچه شهرتش بیشتر در کاوش اتفاقی اش در پیشروی (حرکت تقدیمی) نقطه برابران است.
ابرخس در نیقیه (ایزنیک در ترکیه کنونی) زاده شد و شاید در جزیره رودس درگذشته باشد. وی به عنوان یک ستاره‌شناس که کارش را از ۱۶۲ تا ۱۲۷ ق. م شروع کرد، شناخته می‌شود. ابرخس به عنوان بزرگ‌ترین اخترشناس رصدی باستان و نزد گروهی بزرگ‌ترین اخترشناس باستان گرامی داشته می‌شود. وی نخستین کسی بود که الگوهای کمّی و دقیقی برای حرکات خورشید و ماه ارائه داد. او برای ساخت این الگو یقیناً از پایش‌ها و رصدهایی که احتمالاً از روش‌های اندوخته شده ریاضیاتی فرا-کشوری بوده، بهره‌برداری کرده که از بابلیان و میان‌رودانی‌ها یاری جسته‌است. او مثلثات و جدول‌های مثلثاتی رسم شده را توسعه و گسترش داد و بسیاری از مسائل مثلثات کروی را حل کرد. افزون بر نظریه‌های خورشیدی، مَهی و مثلثاتی او، وی نخستین کسی بود که یک روش موثق برای پیش‌بینی خورشیدگرفتگی‌ها را توسعه داد.